# Expédition 36 (ISS)
Insigne de la mission
Équipage de l'expédition 36
Chronologie
 Expédition 35 Expédition 37 
L'Expédition 36 est la trente-cinquième mission de longue-durée à la Station spatiale internationale. L'expédition a commencé le 14 mai 2013 lorsque l'équipe de l'Expédition 35 a quitté la Station spatiale internationale.

## Équipage
| Position           | Première Partie (mai 2013)              | Seconde Partie (mai 2013 à septembre 2013) |
| ------------------ | --------------------------------------- | ------------------------------------------ |
| Commandant         | Pavel Vinogradov, RKA 3e vol spatial    | Pavel Vinogradov, RKA 3e vol spatial       |
| Ingénieur de vol 1 | Aleksandr Misurkin, RSA 1er vol spatial | Aleksandr Misurkin, RSA 1er vol spatial    |
| Ingénieur de vol 2 | Chris Cassidy, NASA 2e vol spatial      | Chris Cassidy, NASA 2e vol spatial         |
| Ingénieur de vol 3 |                                         | Karen L. Nyberg, NASA 2e vol spatial       |
| Ingénieur de vol 4 |                                         | Fyodor Yurchikhin, RSA 4e vol spatial      |
| Ingénieur de vol 5 |                                         | Luca Parmitano, ESA 1er vol spatial        |

Sources
NASA